# Dogoda
Dogoda ou Podaga est une divinité slave polonaise. Il est l’esprit du vent de l’Ouest, lié à l’amour et la bonté,,.